# Micropera
Micropera – rodzaj roślin z rodziny storczykowatych (Orchidaceae). Obejmuje 22 gatunki. Występują one w południowo-wschodniej Azji, wyspach zachodniego Pacyfiku i w północno-wschodniej Australii w takich krajach i regionach jak: Asam, Bangladesz, Borneo, Kambodża, Karoliny, wschodnie Himalaje, Hajnan, Indie, Jawa, Laos, Mjanma, Nepal, Nowa Kaledonia, Nowa Gwinea, Filipiny, Queensland, Wyspy Salomona, Celebes, Sumatra, Tajlandia, Tybet, Wietnam. Są to epifityczne rośliny zielne rosnące w lasach tropikalnych na wysokościach do około 1200 m n.p.m.

## Morfologia
PokrójEpifity pnące. Łodyga nierozgałęziona lub rozgałęziona, osiągająca do 1 m długości.
KwiatyZwykle żółte z fioletowymi kreskami lub różowe.

## Systematyka
Rodzaj sklasyfikowany do podplemienia Aeridinae w plemieniu Vandeae, podrodzina epidendronowe (Epidendroideae), rodzina storczykowate (Orchidaceae), rząd szparagowce (Asparagales) w obrębie roślin jednoliściennych.
Wykaz gatunków
- Micropera callosa (Blume) Garay
- Micropera cochinchinensis (Rchb.f.) Tang & F.T.Wang
- Micropera costulata (J.J.Sm.) Garay
- Micropera draco (Tuyama) P.J.Cribb & Ormerod
- Micropera edanoi Ormerod
- Micropera fasciculata (Lindl.) Garay
- Micropera fuscolutea (Lindl.) Garay
- Micropera loheri (L.O.Williams) Garay
- Micropera mannii (Hook.f.) Tang & F.T.Wang
- Micropera obtusa (Lindl.) Tang & F.T.Wang
- Micropera pallida (Roxb.) Lindl.
- Micropera philippinensis (Lindl.) Garay
- Micropera poilanei (Guillaumin) Garay
- Micropera proboscidea (J.J.Sm.) Garay
- Micropera rostrata (Roxb.) N.P.Balakr.
- Micropera secunda (Rolfe) Tang & F.T.Wang
- Micropera sheryliae P.O'Byrne & J.J.Verm.
- Micropera sterrophylla (Schltr.) Garay
- Micropera thailandica Garay ex Seidenf.
- Micropera tibetica X.H.Jin & Y.J.Lai
- Micropera uncinata (Teijsm. & Binn.) Garay
- Micropera utriculosa (Ames) Garay